# Pobisk Kuznetsov
Pobisk Kuznetsov, em russo Побиск Георгиевич Кузнецов, (18 maio de 1924, Krasnoyarsk - 04 de dezembro de 2000) - um cientista soviético, um sistema de gestão por objectivos e planeamento.